# Bandiera della Giamaica
La bandiera della Giamaica è stata adottata il 6 agosto 1962, giorno della sua indipendenza dalla Federazione delle Indie Occidentali e dal Regno Unito.
La bandiera è composta da due bande diagonali gialle che formano una croce che divide la bandiera in quattro triangoli. I triangoli laterali sono di colore nero, mentre gli altri due sono di colore verde; ciò ne fa (dopo che la Mauritania ha leggermente modificato il suo vessillo) l'unica bandiera di uno stato sovrano che non presenta almeno uno tra i colori rosso, blu o bianco.

## I colori
I tre colori usati sono stati scelti per ricordare le origini della popolazione e le ricchezze dell'isola:
- giallo (o oro): per il sole, quasi sempre presente in Giamaica.
- verde: per l'agricoltura e la lussureggiante vegetazione;
- nero: per il colore della pelle della popolazione;

Una seconda interpretazione è più simbolica:
- giallo (o oro): rappresenta la luce del sole e la ricchezza naturale e la bellezza del paese;
- verde: rappresenta la speranza nel futuro;
- nero: rappresenta gli oneri e le difficoltà del passato.

I tre colori sono gli stessi dell'emblema dell'African National Congress (ANC). 
Come altre nazioni dei Caraibi, la Giamaica usa come bandiera navale una Croce di San Giorgio rossa su sfondo bianco, con la bandiera nazionale nel cantone. 
È usata come bandiera di comodo.

## Bandiere storiche

Bandiera della Colonia della Giamaica (1875-1906)
Bandiera della Colonia della Giamaica (1906-1957)
Bandiera della Colonia della Giamaica (1957-1962)
Bandiera della Colonia della Giamaica (1962)
Prima proposta per la bandiera della Giamaica indipendente (1962)
Bandiera proposta per la Giamaica indipendente, scartata in quanto troppo simile alla bandiera dell'allora Tanganica (1962)